# Instituto Nacional dos Caminhos de Ferro de Angola
O Instituto Nacional dos Caminhos de Ferro de Angola (INCFA) foi o organismo gestor de infraestrutura ferroviária de Angola. Geria as três principais linhas do país: Luanda, Benguela e Moçâmedes.
O INCFA foi extinto em dezembro de 2021, com sua estrutura sendo repassada para a Agência Nacional dos Transportes Terrestres.